# Loosdrechtsche Plassen

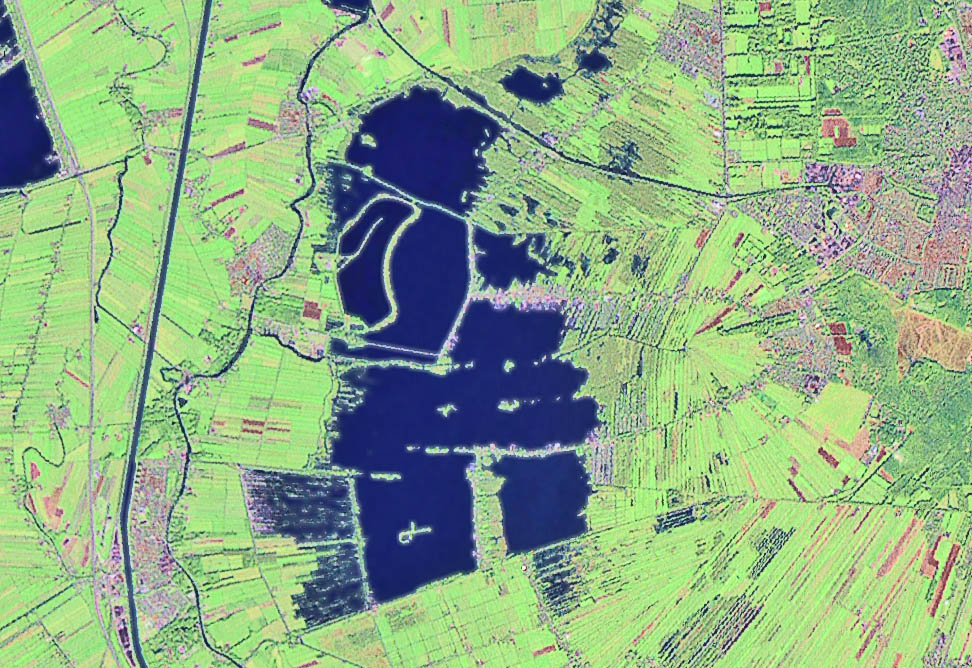
Satellitenfoto der Loosdrechtschen Plassen

Die Loosdrechtschen Plassen (niederländisch Loosdrechtse Plassen) sind eine Gruppe von Seen in den Gemeinden Wijdemeren und Stichtse Vecht. Die Wasserzufuhr erfolgt vom Utrechtse Heuvelrug. Ursprünglich war dieses Gebiet eine Sumpflandschaft. Um das Gebiet zu entwässern wurden Entwässerungsgräben zu den Flüssen Vecht und Drecht in der Nähe gegraben. In dem so entstandenen Niedermoor wurde der Torf im 16. Jahrhundert abgetragen. Dieser wurde auf schmalen Landstreifen zum Trocknen ausgelegt. Diese Streifen sind heute noch deutlich erkennbar (siehe Bild).
Im 17. und 18. Jahrhundert wurde es bis zum Grundwasser ausgebaggert und es entstanden große Wasserflächen. Durch den Einfluss des Windes verschwand der Torf und es entstand stufenweise ein Seegebiet. Im 20. Jahrhundert sind die heutigen Erholungsbereiche entstanden.

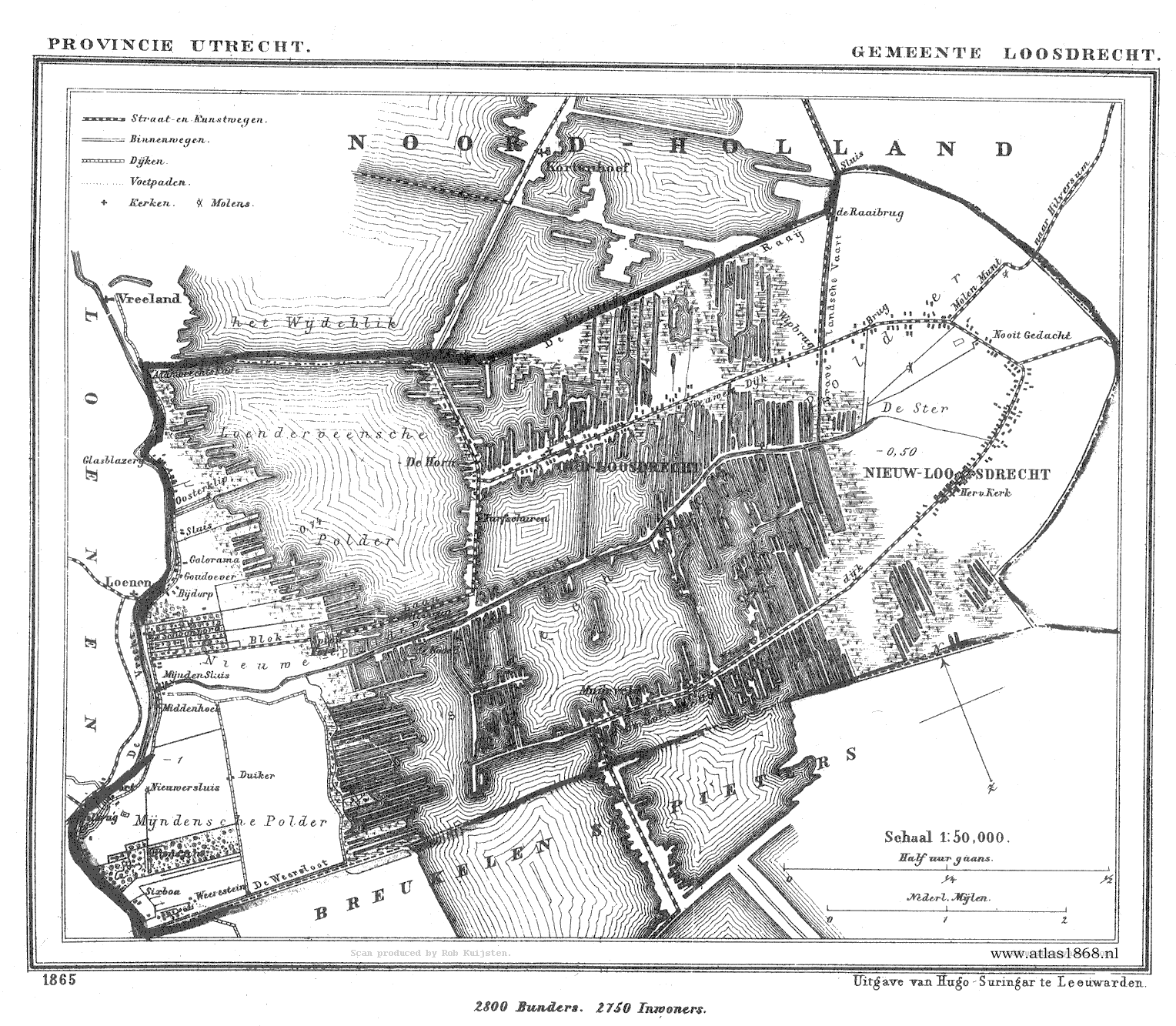
Plan von ungefähr 1870

Zu Beginn des 20. Jahrhunderts war das Wasser klarer, heute enthält es viel Schlamm. Ursache dafür war die Zunahme von Algen. Durch die geringe Tiefe kann der Schlick einfach aufgewirbelt werden. Auch nach Senkung der Phosphatbelastung hat sich die Zunahme der Wasserpflanzen nicht stoppen lassen, dadurch schreitet eine unerwünschte Eutrophierung voran. Dies beeinträchtigt die Schiffbarkeit und die zum Schwimmen erforderliche Wasserqualität.
Ende der 1990er Jahre wurde das Project Loosdrechtse Plassen begonnen, das die oben genannten Mängel behandeln soll.

## Sport und Erholung
An der Südseite der Loosdrechtschen Plassen verläuft der Europäische Fernwanderweg E11, der vor Ort auch Marskramerpad genannt wird. Der Fernwanderweg E11 verläuft von Den Haag von diesem Punkt aus Richtung Osten bis an die Grenze von Polen/Litauen.
Koordinaten: 52° 11′ 51″ N, 5° 4′ 7″ O